# Anseropoda macropora
Anseropoda macropora is een zeester uit de familie Asterinidae.
De wetenschappelijke naam van de soort werd in 1913 gepubliceerd door Walter Kenrick Fisher.